# Hugo Magallanes
Hugo Alejandro Magallanes Silveira (Melo, Cerro Largo, Uruguay; 26 de agosto de 1997), es un futbolista uruguayo. Juega como defensa central y su equipo actual es el Everton de la Primera División de Chile.

## Trayectoria

### Cerro Largo Fútbol Club
Hugo fue ascendido a Primera para la temporada 2014/15. Fue convocado en 17 oportunidades pero el entrenador no lo mandó al campo de juego. Cerro Largo finalizó en la posición número 11 del torneo. Para la temporada 2015/16, comenzó sin ser convocado para los 2 primeras fechas. El 14 de noviembre de 2015, debutó como profesional, ingresó para comenzar el segundo tiempo contra Progreso y empataron 1 a 1. Hugo jugó con 18 años y 80 días. Cerro Largo empató en puntos con Rampla Juniors como mejor de su zona, por lo que fueron a un play-off para definir al campeón de verano. En el partido de ida, empataron 2 a 2. En la revancha, Magallanes fue titular pero perdieron 5 a 4.
A comienzos del 2016, Hugo viajó a Brasil para estar a prueba en Inter de Porto Alegre. Finalmente, fue fichado por Ceará Sporting Club, equipo de la Serie B de Brasil. En principio para jugar con la sub-20 del club.

### Club Nacional
Luego de excelentes temporadas con Cerro Largo, fichó por el Club Nacional. Sin embargo, no gozó con la confianza del técnico Álvaro Gutiérrez ni pudo quitarle el titularato a Guzmán Corujo y Felipe Carvalho.

### Querétaro
A finales del 2020 ficha por Querétaro, donde compartió equipo con sus compatriotas Martin Rea, Sebastián Sosa, Hugo Silveira y Jonathan Dos Santos.
Luego de su paso por México, fichó por Club Atlético Patronato.

### Ayacucho FC
El 7 de enero de 2022 fue oficializado como nuevo refuerzo de Ayacucho FC para afrontar el torneo local y la Copa Sudamericana 2022.

## Selección nacional
El 19 de noviembre de 2015 fue convocado por primera vez por Fabián Coito para entrenar con la selección sub-18 de Uruguay. El lunes 23 de noviembre comenzó el entrenamiento, junto a jugadores como Guillermo Padula, Robert Ergas, Diego Rossi y Nicolás Schiappacasse. El miércoles jugó un partido de práctica contra Central Español, estuvo con los suplentes y ganaron 2 a 1.
El 27 de noviembre se confirmó su segunda convocatoria para entrenar con la sub-18. La semana de prácticas comenzó el lunes 30 de noviembre, día que regresó Federico Valverde de una lesión. El miércoles jugaron otro partido amistoso de preparación, esta vez contra Miramar Misiones, equipo al que derrotaron 1 a 0.

## Estadísticas

### Clubes
Actualizado al último partido disputado el 2 de diciembre de 2023.
| Club                          | Div.          | Temporada     | Liga  | Liga  | Copas nacionales | Copas nacionales | Copas internacionales | Copas internacionales | Total | Total |
| Club                          | Div.          | Temporada     | Part. | Goles | Part.            | Goles            | Part.                 | Goles                 | Part. | Goles |
| ----------------------------- | ------------- | ------------- | ----- | ----- | ---------------- | ---------------- | --------------------- | --------------------- | ----- | ----- |
| Cerro Largo · Uruguay         | 2.ª           | 2014-15       | —     | —     | —                | —                | —                     | —                     | 0     | 0     |
| Cerro Largo · Uruguay         | 2.ª           | 2015-16       | 3     | 0     | —                | —                | —                     | —                     | 3     | 0     |
| Cerro Largo · Uruguay         | 2.ª           | 2017          | 5     | 0     | —                | —                | —                     | —                     | 5     | 0     |
| Cerro Largo · Uruguay         | 2.ª           | 2018          | 22    | 0     | —                | —                | —                     | —                     | 22    | 0     |
| Cerro Largo · Uruguay         | 1.ª           | 2019          | 12    | 0     | —                | —                | —                     | —                     | 12    | 0     |
| Cerro Largo · Uruguay         | 1.ª           | 2020          | 12    | 0     | —                | —                | 2                     | 0                     | 14    | 0     |
| Cerro Largo · Uruguay         | Total club    | Total club    | 54    | 0     | 0                | 0                | 2                     | 0                     | 56    | 0     |
| Nacional · Uruguay            | 1.ª           | 2019          | 2     | 0     | —                | —                | —                     | —                     | 2     | 0     |
| Nacional · Uruguay            | Total club    | Total club    | 2     | 0     | 0                | 0                | 0                     | 0                     | 2     | 0     |
| Querétaro F.C. · México       | 1.ª           | 2021          | 9     | 0     | —                | —                | —                     | —                     | 9     | 0     |
| Querétaro F.C. · México       | Total club    | Total club    | 9     | 0     | 0                | 0                | 0                     | 0                     | 9     | 0     |
| Patronato Argentina           | 1.ª           | 2021          | 4     | 0     | —                | —                | —                     | —                     | 4     | 0     |
| Patronato Argentina           | Total club    | Total club    | 4     | 0     | 0                | 0                | 0                     | 0                     | 4     | 0     |
| Ayacucho F.C. · Perú          | 1.ª           | 2022          | 25    | 0     | —                | —                | 8                     | 0                     | 33    | 0     |
| Ayacucho F.C. · Perú          | Total club    | Total club    | 25    | 0     | 0                | 0                | 8                     | 0                     | 33    | 0     |
| Club Atlético Cerro · Uruguay | 1.ª           | 2023          | 21    | 1     | —                | —                | —                     | —                     | 21    | 1     |
| Club Atlético Cerro · Uruguay | Total club    | Total club    | 21    | 1     | 0                | 0                | 0                     | 0                     | 21    | 1     |
| Racing Club · Uruguay         | 1.ª           | 2023          | 14    | 0     | —                | —                | —                     | —                     | 14    | 0     |
| Racing Club · Uruguay         | Total club    | Total club    | 14    | 0     | 0                | 0                | 0                     | 0                     | 14    | 0     |
| Total carrera                 | Total carrera | Total carrera | 129   | 1     | 0                | 0                | 10                    | 0                     | 139   | 1     |
| 1. 2.                         |               |               |       |       |                  |                  |                       |                       |       |       |

## Palmarés

### Campeonatos nacionales
| Título              | Club        | País    | Año  |
| ------------------- | ----------- | ------- | ---- |
| Segunda División    | Cerro Largo | Uruguay | 2018 |
| Campeonato Uruguayo | Nacional    | Uruguay | 2019 |

### Torneos cortos
| Título          | Club     | País    | Año  |
| --------------- | -------- | ------- | ---- |
| Torneo Clausura | Nacional | Uruguay | 2019 |